# Alfred Kering

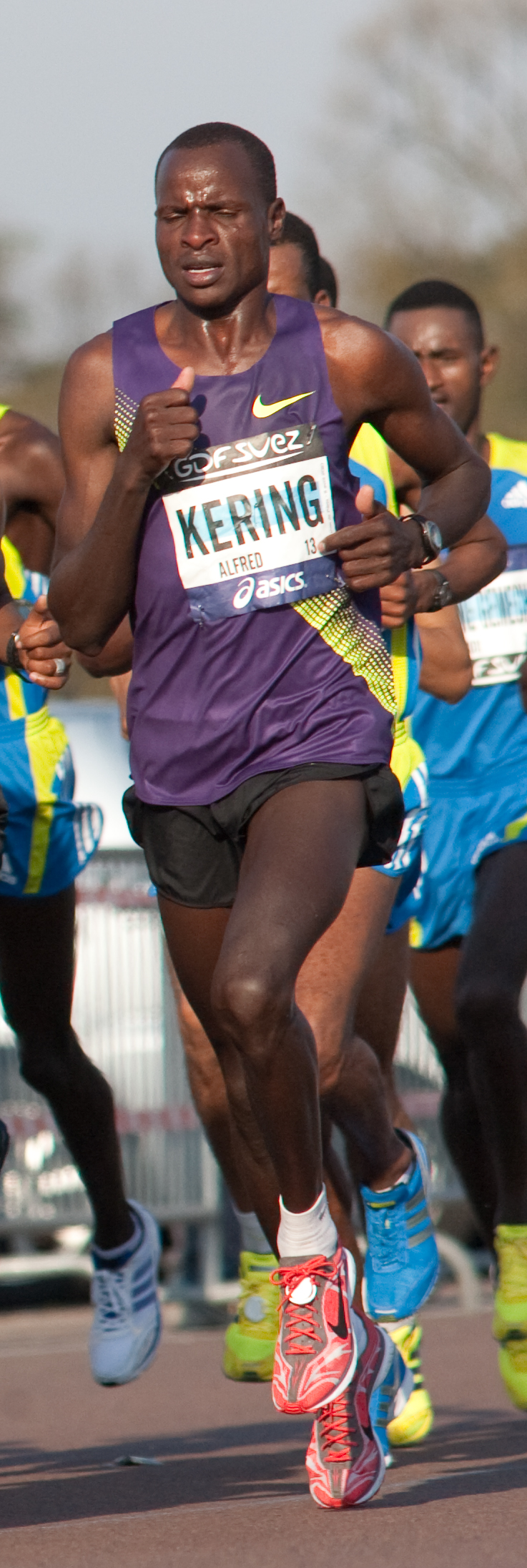
Alfred Kering beim Paris-Marathon 2010

Alfred Kering (* 20. November 1978) ist ein kenianischer Langstreckenläufer, der sich auf Straßenläufe spezialisiert hat.
2009 wurde er Sechster beim Rotterdam-Marathon und Fünfter beim Berlin-Marathon.
Im Jahr darauf wurde er Sechster beim Paris-Halbmarathon und Zweiter beim Paris-Marathon.
2012 siegt er beim RheinEnergieMarathon Köln (Köln-Marathon) in neuer Streckerekordzeit von 2:07:37h.

## Persönliche Bestzeiten
- Halbmarathon: 1:01:50 h, 4. September 2010, Lyon
- Marathon: 2:07:11 h, 11. April 2010, Paris